# 临时参政院
临时参政院是段祺瑞的中华民国临时政府于1925年7月30日成立的常设民意机构，后于1926年4月20日解散。

## 沿革
1924年10月，冯玉祥、孙岳、胡景翼发动北京政变，推翻直系曹锟、吴佩孚，后拥段祺瑞组织北京临时政府。1924年10月21日，段祺瑞在赴北京京前夕发表通电称：“共和肇造，十有三年，干戈相寻，迄无宁岁，法统已坏，无可因袭，计维彻底改革，方足以定一时之乱。”同年11月底，根据司法总长章士钊提议，临时执政段祺瑞以搜检曹锟贿选证据为名，派人搜检贿选议员们的私人住宅，贿选议员纷纷逃走。国会事实上已解散。北京临时政府原准备下令撤销《中华民国宪法》，同时宣告《中华民国临时约法》无效，并解散国会。但鉴于当时没有参加贿选的护法议员正在北京、上海等地集合，并于1925年1月4日通电表示“民国之成，基于约法”，“除由总民意机关得另制定根本法替代外，无论何人，均无加以毁弃或变更之权”，北京临时政府的上述解散国会命令未发布。
但是，废弃法统是各地方实力派及在野人士的共同观点。在上述护法议员发出通电后的两天，即1925年1月6日，唐继尧发表通电称“贿选国会当然解散，约法及曹锟公布之宪法，当然无效。”段祺瑞乃于1925年4月24日发布废弃法统令。首先召开善后会议解决政治纠纷并制订《国民代表会议条例》，准备根据该条例召开国民代表会议，由该会议议决通过新宪法。
由于善后会议、国民代表会议会期均仅三个月（如有必要，善后会议可延长二十天），故均非常设民意机构，尚需在上述两会议之后另设常设民意机构，此即临时参政院。1925年4月7日，国务会议通过《临时参政院条例》共9条，并于4月13日公布。该条例内称：
临时参政院条例

- 第一条 临时参政院辅佐临时执政，设于临时政府所在地，以下列各员组织之：

（一）各省军民长官各派代表一人。

（二）京兆、热河、察哈尔、绥远、西康长官各派代表一人。

（三）边防督办及中央直辖或指定之总司令，各派代表一人。

（四）内外蒙古、西藏、青海、满籍各旗、回部及华侨，由临时执政共派十六人，以当地旗部人为限。

（五）各省省议会议长一人，各区有议会者亦同。

（六）各省区法定各团体之会长互选一人。

（七）由临时执政派充者十人至二十人。

前项各员，均为参政。第一项第六款互选程序，另以命令定之。
- 第二条 左列事项，临时执政得具案提出于临时参政院议决之：

（一）关于省自治之促成及在国宪并省宪未施行前，应先规定之自治暂行条例案。

（二）关于善后会议、财政整理委员会及军事整理委员会议决之执行事项。

（三）关于消弥及调停各省间或各省内部相互间之纷争事项。

（四）关于与外国宣战、媾和或与缔结之条约案。

（五）关于募集内外公债及增加租税事项。

（六）其他临时执政认为应行谘询事项。
- 第三条 临时参政院关于前条第一款至第三款各事项，得建议于临时执政，建议案须有参政十分一以上之连署，始得提出。
- 第四条 临时参政院议决案或建议案，临时执政认为可行时，分别发交各主管官署执行。前项议决案临时执政认为不可行时，得于接受后二十日内交付复议。复议通过，即予执行。
- 第五条 临时参政院设议长、副议长各一人，均由临时执政就参政中特派。会议时，议长为主席；议长有事故时，由副议长代理。
- 第六条 临时参政院之议事，非有过半数之到院参政列席，不得开会。其表决以列席参政过半数之同意行之；可否同数时，取决于议长。临时参政院议事细则，由临时参政院定之。
- 第七条 临时参政院行使职权，至正式政府成立之日止。参政之任期，以正式政府成立之日为限；但原派之长官有变更，或各该参政所属之会经改选时，应即改任。
- 第八条 临时参政院设秘书厅，掌文书、议事、速记编辑、会计、庶务等事项。秘书厅设秘书长一人，秘书六人，事务员四十人。秘书长由临时执政特派或简派，秘书由秘书长呈请派充，事务员由秘书长派充，秘书厅因缮写文件及襄理杂务，得酌用雇员。
- 第九条 本条例自公布日施行。

由于法定团体代表函陈临时参政院中的法定团体代表过少，故谢绝参加，5月1日又颁布了《修正临时参政院条例各条》，5月3日颁布了《各省区法定团体会长互选参政程序令》。
1925年7月30日，临时参政院成立，共有参政193名，其中大部分为善后会议代表，临时参政院议长赵尔巽、副议长汤漪也分别是善后会议正、副议长。
1926年4月9日，段祺瑞因北京的政变而再次倒台，临时参政院于同年4月20日不复存在。

## 参政
以下列出1925年7月30日临时参政院成立时参政名单：
- 議長參政：趙爾巽
- 副議長參政：湯漪
- 參政：賀培桐 楊以儉 仇玉珽 襲玉崑 張恕 王莘林 陳國權 丁夢武 周乃文 陶保晉 汪聲玲 劉朝望 方達智 黃自希 晉延年 邵章 米材棟 蔡鳳禨 程明超 沈庸 蕭堃 趙心筠 逯長增 呂斅琦 寇遐 胡春林 溫壽泉 蘇體仁 虞維鐸 馮炳奎 丁搏霄 王達 王樹枏 王乃蔚 羅澤暐 張英 盤珠祁 甘嘉仪 簡書 孫晉陛 闞鐸 龔柏齡 郭景岱 王郁騤 魯鴻琛 李垣 恩克阿穆爾 穆奇賢 吉稚圖 王壽崑 趙從軺 袁金鎧 陳金綬 張繼寵 尹朝楨 任可澄 張建 張再 關建藩 高家驥 劉汝賢 瞿壽禔 鄧萃英 程昌恒 魏軍藩 馬育航 蔣拯 邢麟章 劉炳南 周廷勱 馬君武 蒙民偉 周沆 費行簡 丁潤身 李荀 丁汝晟 劉白 黃乃楨 渠英 崔季友 夏東曉 段班級 胡若愚 李嶽淵 鄧嘉章 原智銘 羅經猷 顧韶 阿木爾沁格勒圖 頓柱汪結 楚稱丹增 羅桑堅贊 陳興貴 林沁旺濟勒 溥倫 寶熙 馬良 馬福祥 馮自由 郭禎祥 凌升 補英達賴 多爾濟帕拉穆 吳得祿 范先炬 齊耀瑭 李維周 徐果人 戴秉清 沈鈞業 鄭豐稔 屈佩蘭 宋傳典 胡鼎元 胡仕學 李溶 慕壽祺 熊㠏 林正煊 趙世銘 段茂森 成維新 李世俊 張玉琮 任道源 馮廣民 張松齡 傅崙 甘鋐 李紹臣 盧芳 阮性存 張芹 周以燦 戴耀東 劉逵九 劉星涵 李澍榮 張履中 劉文龍 劉濬清 張翼廷 張萬善 郭象伋 姜郁文 孫學仕 張志良 徐紹楨 周學熙 江朝宗 屈映光 王印川 張廣建 陸宗輿 呂公望 言敦源 彭養光 黃書霖 王伯群 楊士驄 治格 劉驥 劉傳綬 凌毅 陳漢第 邵瑞彭 烏澤聲 鄧漢祥 劉振生 金鼎勳 金兆棪 何葆華 李國鳳 周肇祥 杜光俊 范毓灵 黄永熙 康新民 邵扬辉 赵尔巽 湯漪 吉雅泰 张建 刘文揆 李维周 宋传典 王家襄